# دانشگاه آئویاما گاکواین
دانشگاه آئویاما گاکوین (به ژاپنی: 青山学院大学, Aoyama Gakuin Daigaku)، یک دانشگاه خصوصی مسیحی در شیبویا-کو، توکیو، توکیو، ژاپن است.